# Vulturești (gmina w okręgu Aluta)
Vulturești – gmina w Rumunii, w okręgu Aluta. Obejmuje miejscowości Dienci, Valea lui Alb, Vlăngărești i Vulturești. W 2011 roku liczyła 2591 mieszkańców.